# Lokalklima
Lokalklimaet er det klima, som findes på en bestemt egn. Lokalklimaer er i sidste ende bestemt af makroklimaet, men helt lokale forhold spiller en stor rolle:
- Afstanden til havet eller større søer
- Lævirkningen fra bjergkæder
- Landskabets topografi, især muligheden for sydhæld eller nordhæld og kuldehuller
- Jordbundstypen, især evnen til at fastholde vand og tilbagekaste lys (albedo)
- Sammensætningen af stedets vegetation (fordampning)

Da disse vilkår kan være meget skiftende inden for korte afstande, vil lokalklimaet være tydeligt forskelligt fra egn til egn. Det kan – og bør – være afgørende for, hvor man vælger at dyrke forskellige afgrøder. Hvad der ikke kan lykkes i det ene sogn, kan muligvis lykkes i nabosognet. Et eksempel på dette har man i, at kartoflerne er salgsklare på Samsø før noget andet sted i Danmark.